# Nymphargus mixomaculatus
Espèce
Synonymes
- Cochranella mixomaculata Guayasamin, Lehr, Rodríguez & Aguilar, 2006

Statut de conservation UICN

 CR  : 
En danger critique
Nymphargus mixomaculatus  est une espèce d'amphibiens de la famille des Centrolenidae.

## Répartition
Cette espèce est endémique de la province de Huánuco dans la région du même nom au Pérou. Elle se rencontre 2 625 à 2 750 m d'altitude dans la cordillère de Carpish.

## Publication originale
- Guayasamin, Lehr, Rodríguez & Aguilar, 2006 : A new species of glass frog (Centrolenidae: Cochranella ocellata  group) from central Peru. Herpetologica, vol. 62, no 2, p. 163-172 (texte intégral).